# Ремёсла в Древней Руси
Ремёсла Древней Руси — ремёсла, получившие распространение в восточнославянских княжествах с момента зарождения русской государственности в IX веке до Батыева нашествия.
С развитием феодального строя часть общинных ремесленников переходила в зависимость от феодалов, некоторые покидали сельскую местность и уходили в города и крепости, где создавались ремесленные посады. В них к XII веку насчитывалось свыше 60 ремесленных специальностей. Часть ремёсел основывалась на металлургическом производстве, о высоком уровне развития которого свидетельствует применение ремесленниками сварки, литья, ковки металла, наварки и закалки стали.
Древнерусские ремесленники производили более 150 видов железных и стальных изделий. Эта продукция играла важную роль в развитии товарных связей городов с сельской местностью. Древнерусские ювелиры владели искусством чеканки цветных металлов. В ремесленных мастерских изготовлялись орудия труда (лемехи, топоры, зубила, клещи и т. д.), оружие (щиты, кольчужная броня, копья, шеломы, мечи и др.), предметы быта (ключи и т. п.), украшения из золота, серебра, бронзы, меди.
В древнерусских городах были развиты такие виды ремёсел как гончарное, кожевенное, древодельное, камнетёсное, художественное и т. д. Своими изделиями Русь завоевала известность в тогдашней Европе. В городах ремесленники работали как на заказ, так и на рынок. Академик Рыбаков разделяет городское и деревенское ремесленное производство. В городах были развиты кузнечно-слесарное и оружейное дело, обработка драгоценных металлов, литейное дело, ковка и чеканка, волочение проволоки, филигрань и зернь, эмаль, гончарное дело, производство стекла и т. д. В деревнях были развиты кузнечное ремесло, ювелирное дело, гончарное дело, обработка дерева, обработка кож и меха, ткачество и т. д..

## Общая характеристика
В Древней Руси в X веке существовало ремесло с довольно высокой технологией производства и значительной дифференциацией по отраслям. Была развита чёрная металлургия на основе сыродутного процесса производства железа из болотных руд. Жившие в сельских местностях металлурги поставляли в города значительное количество качественного железа. Городские кузнецы переделывали часть его в высококачественную углеродистую сталь. Были развиты кожевенное и скорняжное производства, изготовление кожаной обуви. Известно несколько видов сортовой кожи. Был широк ассортимент шерстяных тканей. Также были развиты обработка дерева и кости. Выделялась обработка цветных металлов. Техника ювелирного ремесла находилась на высоком технологическом и художественном уровне.
Первый этап развития древнерусских ремесел длился более двух веков — до 20—30-х годов XII века. Он характеризуется совершенной и высокой техникой ремесленного производства. Количество изделий было ограниченным, сами они были достаточно дорогими. В этот период была распространена работа на заказ, так как рынок свободного сбыта был ещё ограничен. В это время были созданы основные виды ремесленного инвентаря и заложены новые технологические основы древнерусского производства. Археологические раскопки позволяют сделать вывод, что ремесленное производство Древней Руси находилось на одном уровне с ремесленниками Западной Европы и Востока.
На втором этапе развития, который начался в конце первой трети XII века, произошло резкое расширение ассортимента продукции и значительная рационализация производства в виде упрощения технологических операций. В текстильном производстве в конце XII века появляется горизонтальный ткацкий станок. Возрастает производительность, упрощается система переплетений, сокращаются сортовые виды тканей. В металлообработке вместо качественных многослойных стальных лезвий появляются упрощённые и менее качественные лезвия с наварным остриём. В это время проявляется и серийность производства. Создаются стандарты изделий, особенно в металлообрабатывающем, текстильном, деревообрабатывающем, сапожном, ювелирном ремёслах. В этот период наступила широкая специализация ремесла внутри отдельных отраслей производства. Количество специальностей в конце XII века в некоторых древнерусских городах превышало 100. Тогда же произошло резкое развитие мелкотоварного производства, продукция которого была рассчитана на сбыт не только в городе, но и в деревнях.
Стабильно высокий уровень развития древнерусского ремесла сильно снизился после монгольского нашествия. Разгром покоренных русских городов Восточной и Южной Руси и угон в рабство русских ремесленников приостановили развитие ремесла и его техники более чем на столетие. В землях и городах севера и запада Руси (Новгород, Псков, Смоленск, Полоцк, Галич и т. д.), менее пострадавших от опустошения, продолжилось развитие ремесел и культуры, но этот процесс отягощался татарской данью.

## Ремёсла

### Выплавка и обработка железа и стали
Ко времени создания Древнерусского государства в Восточной Европе основным типом железоделательных горнов стала стационарная наземная шахтная печь с шлакоотводным устройством. В Древней Руси металлургия довольно рано отделилась от металлообработки, то есть от кузнечного дела. Производством железа на Руси всегда занимались металлурги, жившие в деревнях. Добыча руды производилась осенью и весной. Металлургические объекты Древней Руси, раскопанные в ходе археологических работ, представляют собой развалы глинобитных и каменных горнов, вокруг которых размещаются скопления сырья. Таких объектов, являющихся целыми комплексами, известно более 80. При этом почти все они располагались вне населённых пунктов.
Техника металлургического производства состояла в прямом восстановлении железной руды в металлическое железо при помощи сыродутного процесса. Его сущность заключается в том, что железная руда, засыпанная в печь поверх горящего угля, подвергается химическим изменениям: окислы железа (руда) теряют свой кислород и превращаются в железо, которое густой тестовидной массой стекает в нижнюю часть печи. Необходимым условием для восстановления железа является постоянный приток воздуха. Недостатком этого способа был низкий процент выплавки металла из руды. Часть металла оставалась в руде. Процесс восстановления железа именовался «варкой», она требовала от мастера большого опыта и умения. Варка сильно расширила возможности кузнечной технологии. Помимо железа, в Древней Руси широко применялась углеродистая сталь. Рабочие элементы режущих орудий труда, оружия, инструментов изготовлялись из стали — сплава железа с углеродом. В древнерусских письменных памятниках сталь упоминается под названием «оцел», а всего на Руси использовались три вида стали:
- цементованная (томленая) с однородным строением и равномерно распределённым по всей массе углеродом
- сварочная сталь неоднородного строения
- сырновая, слабо и неравномерно науглероженная

В X — начале XII века в древнерусском кузнечном ремесле доминировала технология трёхслойного пакета, возникшая ещё в конце вендельского периода. В X веке в Новгороде наблюдается доминирование ножей, изготовленных по североевропейскому технологическому варианту. На территории Восточной Европы самые ранние трёхслойные изделия, изготовленные по североевропейскому варианту (трёхслойная сварка, фосфористое железо и высокоуглеродистая сталь, группа IV по типологии Р. С. Минасяна), происходят из слоёв рубежа VIII—IX веков Старой Ладоги. В начале XI века количество ножей, выполненных в североевропейском варианте, резко уменьшается и в последующие столетия они представлены единичными экземплярами. В XIII—XIV веках трёхслойная технология полностью выходит из практики древнерусских кузнецов. В Киеве наибольшая концентрация высокотехнологичных трёхслойных орудий приходится на X—XI века. На сельских поселениях в это время, судя по материалам селищ Ревутово и Бучак (XI—XII века), абсолютно преобладают цельнометаллические изделия. Восточноевропейский вариант трёхслойной технологии, отражающий процесс её освоения местными кузнецами, характеризуется использованием в пакете или обычного железа, или сырцовой стали, или сваркой пакета из однородного материала. С середины XII века основой древнерусского кузнечного ремесла стала технология наварки стального лезвия на железную основу.
Древнерусские кузнецы снабжали землепашцев сошниками, серпами, косами, а воинов — мечами, копьями, стрелами, боевыми топорами. Все, что необходимо было для хозяйства — ножи, иглы, долота, шилья, скобели, рыболовные крючки, замки, ключи и многие другие бытовые вещи изготавливалось в кузнечных мастерских.
Кузнецы-оружейники составляли особую группу ремесленников. Производство оружия получило широкое развитие в Древней Руси благодаря всеобщей потребности в нём. Различные виды оружия получили специальные названия по способу их изготовления, внешнему виду и окраске или по основному месту их производства. Специализация в оружейном деле достигла больших размеров, так как требовала особо тщательных и умелых приёмов обработки.

### Обработка дерева
Основным материалом для производства на Руси было дерево. Из него возводились жилища, городские укрепления, мастерские, хозяйственные постройки. Повсеместно из дерева изготовлялись транспортные средства и мостовые, орудия труда и инструменты, посуда, мебель, домашняя утварь, детские игрушки и т. д. Деревообработка была особенно развита в центральных и северных районах Руси, богатых хвойными и лиственными лесами. Древнерусские мастера хорошо знали технические свойства древесины всех местных пород, широко применяя её в зависимости от технических условий изделия и физико-механических свойств породы.
В обработке наиболее распространены были сосна и ель. Сосну предпочитали для столярных изделий, домашней утвари и т. д., а ель, в свою очередь, наиболее широко применялась в строительстве. Древесину лиственных пород в основном применяли для изготовления бытовых вещей, в строительстве её использовали редко. Дуб, берёза, осина практически не использовались в строительстве жилых и хозяйственных построек. Древесина дуба была дефицитной, поэтому её старались использовать при изготовлении изделий повышенной прочности, как, например, санные полозья, бочки, лопаты и т. д. Довольно широко использовались клён и ясень. Из клёна делались резная посуда, ковши, ложки и т. д. Ясень шёл на производство точёной посуды, которую изготовляли на токарных станках.
Древнерусские мастера владели и обработкой редких на Руси пород, как, например, самшит. Эта порода доставлялась с Кавказа, из лесов Талыша. Из самшита делались двусторонние гребни и маленькие пиксиды (деревянные гребни в Древней Руси делались практически исключительно из самшита).
О технике и организации заготовки древесины в Древней Руси известно мало. Рубка леса была феодальной повинностью крестьян, рубили его зимой. Археологические памятники, связанные с обработкой древесины, представлены в основном инструментами и непосредственно продукцией мастеров. В то же время мастерских было найдено мало, значительная часть их была обнаружена во время раскопок в Новгороде Великом. В частности, там были мастерские токарей по дереву, бондарей, гребенников, ложкарей, резчиков посуды и т. д. Среди обнаруженного инструментария преобладают топоры, тёсла, пилы, долота, свёрла и т. д., причём данные образцы в своем развитии достигли высокого уровня и не уступали лучшим западноевропейским образцам того времени.

### Обработка цветных металлов
Продукция ремесленников по обработке цветных металлов в Древней Руси имела широкий спрос. Они изготовляли женские украшения и принадлежности костюма, предметы культа и церковной утвари, декоративную и столовую посуду, конскую сбрую, украшения для оружия и т. д. Основной отраслью цветной металлообрабатывающей промышленности было литейное дело, достигшее в Древней Руси высокого художественного и технологического развития. Также широко применялись многочисленные механические операции — ковка, чеканка, прокатка, гравировка, тиснение, штамповка, волочение, скань, чернение, эмаль, наведение золотом и инкрустация металлами. Ковка, чеканка и штамповка были основными механическими операциями при изготовлении любой нелитой вещи.
Древняя Русь собственных цветных металлов и их руд не имела. Их привозили из стран Западной Европы и Востока. Золото в основном поступало в виде монет. Его получали в результате торговли или войн с Византией и половцами. Серебро шло на Русь в виде монет и в слитках. Оно поступало из Богемии, из-за Урала, с Кавказа и из Византии. Медь, олово и свинец завозились в виде слитков и полуфабрикатов в форме прутов, полос и проволоки. При этом документальные свидетельства о характере и путях импорта появились только в XIV веке.
Золото и серебро использовались для чеканки монет, изготовления печатей, чаш, кубков и т. д. Основными покупателями изделий из них были князья и зажиточные люди, а также священнослужители. Кроме чаш и других церковных сосудов духовенство приобретало золотые и серебряные кресты, оклады для икон и Евангелий, используемых во время церковной службы. Некоторые соборные церкви имели золочёные купола. Порой золотыми и серебряными пластинами покрывали определённые части внутренних стен и перегородок церквей.
Ювелиры в Древней Руси назывались «златарями» или «серебряниками». Ювелирное производство было распространено, в основном, в крупных городах. Часть изделий шла на широкий сбыт, другая часть делалась по заказу. Князья покровительствовали ювелирам. Среди городов, где было развито ювелирное дело, выделялись Рязань, Киев, Полоцк и Новгород.
Основной технологией производства было литьё. Однако кроме него при обработке цветных металлов также применяли следующие операции: чеканку, тиснение, штамповку и т. д. Эти операции требовали развитого инструментария, который включал в себя наковальни простые и фигурные, наковальни для чеканки, молотки простые и фигурные, костяные молотки для выколотки, чеканы, клещи, кусачки, пинцеты, зубила, сверла, зажимы, бородки, ножницы по металлу и т. д.

### Прядение и ткачество
Прядение и ткачество занимали одно из важнейших мест в ремесленном производстве Древней Руси, поскольку были непосредственно связаны с изготовлением одежды и других предметов быта. Его распространению способствовали рост населения и развитие торговли. Ручное ткачество было распространённым домашним ремеслом. Ассортимент древнерусских тканей был очень широк. Помимо тканей местного производства применялись и импортные — шерстяные, шелковые, хлопчатобумажные, привозимые из стран Востока, Византии и Западной Европы. Ткани в виде всевозможных фрагментов широко представлены среди древнерусских археологических находок. Часть из них обнаружена в курганах, остальные — при раскопках древнерусских городов.
В Древней Руси ткани изготовлялись из шерсти, льна и конопли. Они различались по материалу, качеству, видам переплетений, фактуре и окраске. Простая льняная ткань, идущая на мужские и женские рубашки, убрусы, полотенца, называлась полотном и усцинкой. Грубая ткань из растительного волокна, применявшаяся при изготовлении верхней одежды, именовалась вотола. Существовали и другие названия льняных тканей — частина, тончина и т. д. Из шерстяных тканей наиболее распространены были понява и власяница, к грубым тканям относились ярига и сермяга. Для верхней одежды изготовляли сукно. Технологическое изучение тканей периода Древней Руси показало, что ткачи применяли несколько систем ткацких переплетений, объединяемые в три группы с разными вариантами: полотняное, саржевое и сложное. Также изготовлялись три сорта тканей: тонкошёрстные, полугрубошёрстные и грубошёрстные. К тонкошёрстным тканям относятся разные виды сукон. В основном шерстяные ткани делались красного цвета, затем шли чёрный, зелёный, жёлтый, синий и белый.

### Обработка кожи
Производство по выделке кож и пошиву кожаных изделий имело большой удельный вес в народном хозяйстве Древней Руси. Среди населения спрос на кожаные изделия был велик. Из кожи изготовлялась обувь, в больших количествах её потребляли шорники и седельники, из неё делали конскую сбрую, колчаны, щиты, основы пластинчатой брони и другие предметы хозяйственного и бытового назначения. Археологические материалы позволили полностью реконструировать технику и технологию кожевенного и сапожного производства.
В IX—XIII веках основным сырьём для кожевников служили воловьи, козлиные и конские шкуры. Первый технологический этап работ заключался в очистке шкуры от шерсти, что делалось путём обработки в специальном чане при помощи извести. Такой чан, представляющий собой ящик из деревянных плах, был найден в Новгороде в кожевенной мастерской XII века. Следующей стадией было дубление кожи, для чего использовались специальные растворы и механическое размягчение — кожа мялась руками. После этого выделанную кожу кроили и сшивали. Затем она использовалась для изготовления самых различных изделий.
Среди кожевенных работ существовали отдельные профессии: седельники и тульники (изготовители колчанов), скорняки и сапожники, изготовители пергамента и сафьяна.

### Обработка кости
Ассортимент изделий из кости в IX—XIII веках был достаточно широк. Из кости резали гребни, рукояти ножей, пуговицы, ручки зеркал, шахматы и шашки, обкладки луков и седел, иконки. Из специализированных инструментов в косторезном ремесле применялись ножи, резцы, сверла, пилы и токарный станок. О высоком уровне косторезных работ свидетельствуют гребни из рога, пропилы между зубьями которых иногда не превышали десятых долей миллиметра. Большинство бытовых изделий из кости и рога покрывалось орнаментом при помощи резцов. Токарный станок использовался при изготовлении объемных изделий — например, на нём выточены костяные игральные шашки из Чёрной могилы в Чернигове.
Массовым материалом косторезного производства были кости крупных домашних животных, а также рога лосей и оленей. Иногда использовали рога быков, туров и моржовую кость. Инструментарий костореза состоял из набора ножей, пил, плоских и гравировальных резцов, сверл-дрелей, обычных перовидных сверл, напильников, рашпилей и т. д.
Среди костяных изделий значительную массу составляли художественные поделки: навершия посохов, накладные пластинки на шкатулки и кожаные сумки, различные привески. Навершия изготовляли в виде головок птиц и зверей и в виде разнообразных геометрических фигур. На плоских накладных пластинках изображали фантастических зверей, солнечные знаки, геометрический, растительный, циркульный орнаменты, всевозможные плетёнки и другие мотивы.

### Гончарное дело
Повсеместное распространение глин, пригодных для изготовления керамической посуды, обеспечило широкое развитие гончарного дела в Древней Руси. Оно было распространено повсеместно, однако в городах было более развито, нежели в деревнях. Посуда производилась различной вместимости и формы, что определило обилие названий для обозначения её различных видов. Помимо посуды гончары производили детские игрушки, кирпичи, облицовочные плитки и т. д. Изготовлялись также светильники, рукомойники, корчаги и другие изделия. На днищах многих сосудов древнерусские ремесленники оставляли специальные клейма в виде треугольников, крестов, квадратов, кругов и других геометрических фигур. На некоторых гончарных изделиях встречались изображения ключей и цветков.
Среди археологических находок доминируют изготовленные на ручном гончарном круге. Это объясняется тем, что на рубеже IX—X веков произошёл переход от лепной керамики к гончарной, то есть круговой. Гончарные круги делались из дерева, поэтому остатков гончарных кругов и их деталей не сохранилось. Академик Рыбаков выделял две системы гончарных горнов, которые применялись древнерусскими ремесленниками — двухъярусные с прямым пламенем и горизонтальные с обратным пламенем. По мнению Рыбакова, вторая система была более совершенна. Горны нагревались до температуры примерно 1200 °C.
До перехода к круговой керамике гончарным делом занимались преимущественно женщины. Однако с появлением гончарного круга гончарство перешло к мужчинам-ремесленникам. Ранний гончарный круг крепился на грубой деревянной скамье, располагавшей специальным отверстием, имевшим ось, которая держала большой деревянный круг. Во время работы левой рукой гончар вращал круг, а правой начинал формировать глину. Позднее появились круги, вращавшиеся при помощи ног.

### Стеклоделие
Стеклоделие в Древней Руси зародилось в XI веке и к XII—XIII векам достигло значительного развития. В начале XI века распространение получили стеклянные бусы отечественного производства, которые в следующем веке были вытеснены импортными изделиями. Серединой XI столетия датируется появление столовой стеклянной посуды и разнообразных сосудов. К XII веку столовая стеклянная посуда получила широкое распространение, ею пользовались и рядовые горожане. В первой половине XII века массовое распространение получили стеклянные браслеты, популярные у женщин. Их носила практически каждая горожанка.
В IX — начале XI века для Древней Руси археологически известно несколько категорий стеклянных изделий. Наиболее распространены были стеклянные бусы и бисер, реже встречаются стеклянные сосуды и игральные шашки, ещё реже — стеклянные браслеты. В этот период все стеклянные изделия на Руси являлись импортом — по торговым путям они попадали в Восточную Европу из Византии и Арабского мира. Самые первые русские стеклодельные мастерские появились в Киеве в первой половине XI века в Киево-Печерской лавре. Возможно, причиной этого послужила необходимость изготовлять мозаики для оформления Софии Киевской.
Стеклянные изделия в Древней Руси делались из стекла разного состава, что определялось назначением изделия. Стеклянная посуда, оконное стекло, бусы, перстни изготовлялись из калиево-свинцово-кремнеземного стекла, которое слабо окрашивалось или было цветным. Для производства игрушек, писанок и т. д. применяли свинцово-кремнеземное стекло с окраской в разные цвета.